# Abd al-Aziz bin Turki bin Faysal Al Sa'ud
ʿAbd al-ʿAzīz bin Turkī bin Fayṣal Āl Saʿūd (in arabo عبدالعزيز بن تركي آل سعود‎?; Riad, 4 giugno 1983) è un principe e pilota automobilistico saudita, membro della famiglia reale Āl Saʿūd.

## Primi anni di vita e formazione
Il principe Abd al-Aziz è nato a Riad il 4 giugno 1983 ed è il secondo figlio del principe Turki bin Faysal e di Nouf bint Fahd bin Khalid Al Sa'ud. È nipote del defunto re Faysal. Suo fratello Faysal è un noto imprenditore e ambientalista.
Sostiene di aver imparato a guidare a nove anni quando suo padre gli consentì di manovrare sulla sabbia un Nissan Patrol grigio.
Nel 2000 si è diplomato alla scuola "Re Faysal" di Riad. Dal 2001 al 2003 ha studiato scienze politiche all'Università Re Sa'ud. Successivamente, dal 2003 al 2006, ha proseguito gli studi nella stessa materia presso la School of Oriental and African Studies dell'Università di Londra. Dal 2006 al 2010 ha studiato marketing presso il Collegio di amministrazione aziendale di Gedda. Inoltre, nel 2005, si è diplomato alla scuola di Formula BMW in Bahrein.

## Carriera automobilistica
Gli inizi della sua carriera nel mondo dell'automobilismo includono le seguenti gare:
- Formula BMW racing centre race series (2005 - 2006): una corsa, una pole position, un primo posto.
- Formula BMW racing centre race series (2006 - 2007): otto gare su nove, quattro pole position, quattro vittorie, terzo nel campionato;
- Speed trip 7 Bahrein (2006 - 2007): secondo campionato autocross complessivo.

Nel 2010 ha partecipato e si è classificato nelle prime posizioni in diverse gare: secondo posto al Radical Masters AUH round e nove vittorie e dodici podi al Porsche GT3 CCME Champion. Anche il 2011 è stato ricco di successi: quinto posto alla 24 ore di Dubai; test al Lotus T125 F1 di Abu Dhabi; secondo posto con il maggior numero di giri più veloci e più posizioni in pole alla Porsche GT3 CCME; test ufficiale della Porsche alla 24 Ore di Le Mans; Hungaroring test della BMW Z4 GT3; prima posizione alla FIA GT3 Championship - primo posto dell'Algarve in Portogallo con il team Need for Speed di Schubert Motorsport.
Abd al-Aziz ha vinto il titolo di campione nel primo campionato europeo GT3 su pista rotonda organizzato nel circuito internazionale dell'Algarve in Portogallo nel maggio del 2011. Aveva come co-pilota Edward Sandström su una BMW Z4 team Need for Speed di Schubert Motorsport. Con questo successo il principe è diventato il primo saudita a partecipare e vincere una gara di campionato GT3 europeo.
I suoi co-piloti più frequenti sono stati Edward Sandström (sei volte), Nick Tandy (due volte), Bryce Miller (due volte), Bret Curtis (una volta), Sean Edwards (una volta) e Spencer Pumpelly (una volta) fino al 2012.
I Saudi Falcons da lui guidati non hanno partecipato alla 24 ore di Dubai del 2013 per diversi problemi tecnici.

### Sintesi della carriera
La sua carriera di corsa in sintesi è la seguente:
| Anno | Corse disputate | Vittorie | Podi | Pole position | Numero di giri più veloci |
| ---- | --------------- | -------- | ---- | ------------- | ------------------------- |
| 2013 | 13              | 2        | 11   | 1             | 4                         |
| 2012 | 16              | 4        | 12   | 2             | 2                         |
| 2011 | 22              | 7        | 10   | 6             | 7                         |
| 2010 | 17              | 9        | 13   | 6             | 6                         |
| 2009 | 8               | 1        | 1    | 0             | 0                         |
| 2008 | 1               | 0        | 1    | 0             | 0                         |

### ADAC GT Masters
Il principe Abd al-Aziz è stato l'unico pilota arabo al GT Masters ADAC del giugno 2012, uno dei più grandi campionati GT3 del mondo. Nello stesso mese ha raggiunto un notevole successo durante la sua prima partecipazione ad una delle più importanti gare GT3 delle GT Masters ADAC, il campionato al circuito di Sachsenring in Germania con il team Schubert Motorsport. Abd al-Aziz è risultato terzo tra le 44 macchine sulla griglia di partenza della quarta giornata.

### Risultati alla 24 Ore di Le Mans
Abd al-Aziz ha partecipato alle 24 Ore di Le Mans con Sean Edwards e Bret Curtis nel giugno del 2012. Sono riusciti a qualificare le GT3 # 75 Porsche 997 RSR a un notevole secondo posto nella categoria Pro-Am.
| Corsa | Team                   | Co-pilota                          | Automobile             | Classe  | Giri | Pos. | Class Pos. |
| ----- | ---------------------- | ---------------------------------- | ---------------------- | ------- | ---- | ---- | ---------- |
| 2011  | Team Felbermayr-Proton | Bryce Miller Nick Tandy            | Porsche 997 GT3-RSR    | GTE Pro | 169  | DNF  | DNF        |
| 2012  | Prospeed Competition   | Bret Curtis Sean Edwards           | Porsche 997 GT3-RSR    | GTE Am  | 180  | DNF  | DNF        |
| 2013  | JMW Motorsport         | Andrea Bertolini Khaled al Qubaisi | Ferrari 458 Italia GT2 | GTE Pro | 300  | 34º  | 10º        |
| 2014  | JMW Motorsport         | Seth Neiman Spencer Pumpelly       | Ferrari 458 Italia GT2 | GTE Am  | 327  | 27º  | 7º         |
| 2015  | JMW Motorsport         | Kuba Giermaziak Michael Avenatti   | Ferrari 458 Italia GT2 | GTE Am  | 320  | 36º  | 7º         |

## Premi e riconoscimenti
Nel 2010 APSCO, rivenditore dell'olio motore Mobil 1 in Arabia Saudita, ha consegnato una targa onoraria al principe - leader della squadra saudita - al circuito internazionale di Reem a Riad. Il premio è stato il riconoscimento del raggiungimento di risultati da record tra i quali vi sono nove prime posizione nel campionato del Medio Oriente Porsche GT3, che si è svolto in un periodo di sei mesi sui più famosi circuiti di Bahrein, Arabia Saudita e Emirati Arabi Uniti. Il principe è stato il vincitore della prima edizione di questo campionato. APSCO era uno dei principali sponsor.
Nel 2013 è stato nominato ambasciatore per la sicurezza stradale nel programma della Shell per la sicurezza stradale in Arabia Saudita.